# Українсько-руська видавнича спілка
Українсько-Руська Видавнича Спілка (УРВС; з 1922 — Українська Видавнича Спілка) — українське акціонерне видавниче товариство, що діяло у 1899–1932 роках зі штаб-квартирою у Львові. Заснована 7 лютого 1899 року за ініціативи історика Михайла Грушевського, який став першим директором спілки. Головними редакторами були письменник Іван Франко і фольклорист Володимир Гнатюк, які очолювали видавничу діяльність до 1912 року. Метою спілки було налагодити систематичний випуск творів українських письменників, перекладів світової літератури, науково-популярних праць з природничих та суспільних наук, підручників і дитячої літератури — з тим, щоб піднести літературний рух і забезпечити авторам належну оплату праці. УРВС стала одним із перших професійних і найбільших українських видавництв свого часу, заклавши міцні підвалини національного книговидання попри складні політичні умови тієї епохи.
УРВС була організована як акціонерне товариство — кошти на діяльність залучалися шляхом продажу пайових внесків (акцій), що забезпечувало фінансову автономність видавництва. Управління здійснювала дирекція (рада директорів), обрана з числа засновників та акціонерів на загальних зборах. До складу дирекції протягом різних років входили найвизначніші діячі галицької інтелігенції: Михайло Грушевський, Іван Франко, Володимир Гнатюк, журналіст Володимир Будзиновський, правник Володимир Охримович, письменниця Наталія Кобринська, літературознавець Михайло Мочульський, громадські діячі Іван Раковський та Іван Кревецький та інші. Грушевський як голова дирекції визначав стратегічний напрям роботи спілки, особливо на початковому етапі. Безпосередню редакційну працю здійснювали Франко і Гнатюк — на них покладалося формування видавничої програми, листування з авторами, редагування рукописів та коректура.

## Історія діяльності
Кінець XIX століття ознаменувався піднесенням українського національного руху в Галичині, що створило сприятливий ґрунт для нового видавничого проєкту. Вже на початку XX століття УРВС стала другим за кількістю україномовних видань видавництвом на австро-угорських українських землях (після Наукового товариства ім. Шевченка, НТШ).  Спілка швидко розгорнула активну видавничу діяльність: до 1905 року нею випускалися книжки у двох серіях — «Белетристична бібліотека» (художня література) та «Наукова бібліотека» (популярно-наукові праці). 1904 року відбулася реорганізація: обидві серії об’єднано в єдину «Літературно-наукову бібліотеку», яка складалася з «великої» (серія №1, 1899–1921) та «малої» (серія №2, 1901–1924) підсерій. Від 1902 року спілка також видавала окремі книги поза серіями (до 1931 р.) накладом у середньому 500–1500 примірників. 1905 року УРВС перебрала від НТШ видання важливого літературно-наукового часопису «Літературно-науковий вістник» (ЛНВ), що засвідчило тісну співпрацю з науковим товариством.  Водночас керівники спілки прагнули поширити українську книгу і на підросійські території: після Російської революції 1905 року частину видань (ЛНВ та деякі книжки) вирішено друкувати безпосередньо у Наддніпрянщині. З 1907 по 1918 рік діяла філія спілки в Києві, що мало на меті обійти заборони ввезення україномовних книжок до Російської імперії (царська цензура блокувала легальний імпорт галицьких видань). До 1917 року УРВС утримувала провідні позиції на галицькому ринку, надрукувавши понад 300 книг.
Під час Першої світової війни (1914–1918) діяльність спілки призупинилася. Після війни, коли Галичина опинилася у складі Польщі, ініціативу відновлення видавництва очолили колишні члени спілки. 1922 року у Львові товариство відновило роботу під назвою «Українська видавнича спілка», яка проіснувала ще одно десятиріччя — до 1932 року. У міжвоєнний період обсяг і значення видань значно зменшилися через обмеження польської влади та економічні труднощі. Загалом за час існування (1899–1932) УРВС здійснила близько 600 книговидань різних типів і жанрів.

## Видавнича діяльність
За понад три десятиліття роботи Українсько-руська видавнича спілка реалізувала масштабний видавничий проєкт, спрямований на всебічне забезпечення українського читача якісною літературою. За весь період діяльності (1899–1932) «Українсько-руська видавнича спілка» надрукувала близько 600 назв книжок, серед яких виділяються наступні серії: «Белетристична бібліотека» (1899–1904), «Наукова бібліотека» (1899–1904), об’єднані згодом у «Літературно-наукову бібліотеку» — велику серію (1899–1921) та малу серію (1901–1924), а також численні позасерійні видання і періодика, зокрема «Літературно-науковий вістник».
Однією з головних видавничих напрямків була художня література. У серії «Белетристична бібліотека» друкувалися твори класиків української літератури та найкращі зразки зарубіжної прози в українських перекладах. Зокрема, перші випуски 1899 року представили Івана Франка («Поеми»), Ольгу Кобилянську («Покора»), Наталію Кобринську («Дух часу й иньші оповіданя»), Лесю Українку (збірка «Думи і мрії»). У наступні роки вийшли книги Богдана Лепкого («З життя», 1899), Леся Мартовича («Не-читальник», 1900), Василя Стефаника («Дорога», 1901) та ін. Також УРВС видала прижиттєві видання творів Марка Черемшини, Івана Нечуя-Левицького та інших відомих авторів. Окремою гордістю стало видання в 1899–1902 роках 10 томів творів Вільяма Шекспіра в перекладах Пантелеймона Куліша — перші українськомовні видання Шекспірових п’єс.  Упорядником і редактором цієї серії виступив Іван Франко, який забезпечив науково-коментований апарат видань і високий рівень літературного редагування. 1903 року спілка видала антологію «Акорди» – збірку української лірики пошевченківської доби, упорядковану Франком. Це видання стало справжнім шедевром книговидання: поетичний матеріал ретельно дібраний Франком, а художнє оформлення виконали знані митці Юліан Панькевич та Іван Труш за участі Михайла Грушевського. УРВС значною мірою заповнила прогалину перекладів світової класики українською мовою. Крім згаданого Шекспіра, були надруковані переклади творів Гі де Мопассана («Дика пані», 1899; «Горля», 1902), Кнута Гамсуна («Голод», 1899), Генріха Гейне («Подорож на Гарц», 1902) тощо.  Згодом видано українські переклади творів Джорджа Байрона, Ґерхарта Гauptманна, Еміля Золя, Генріка Ібсена, Ґі де Мопассана, Генріка Понтоппідана, Карла Гуцкова, Льва Толстого, Федора Достоєвського, Владислава Оркана, Володимира Короленка та інших відомих європейських письменників. 
Також спілка активно видавала праці з історії, філософії, соціології, природознавства, орієнтовані на широку авдиторію. Більшість із них були перекладами з європейських мов, зокрема: «Історія політичної економії» Джона Інграма (1903), «Філософія штуки» Іполіта Тена (1902), праці істориків Миколи Карєєва та Івана Джиджіулі, біологічні та фізичні розвідки тощо. З соціально-економічної літератури побачили світ українські видання творів класиків думки — «Походження родини, приватної власності і держави» Фридриха Енгельса, «Нація та її початки» Карла Каутського, економічні праці Адама Сміта та інші.
Такі книги, видані зрозумілою мовою з передмовами та коментарями, сприяли піднесенню інтелектуального рівня українського суспільства початку XX ст. За весь період діяльності (в серійних і позасерійних випусках) УРВС видала близько 600 назв книг — художніх, науково-популярних, дитячих та інших. Ці видання поширювалися не лише в Галичині, а й через мережу українських книжкових крамниць та читалень у інших регіонах. Частину накладів спілка спеціально призначала для розсилки на Наддніпрянську Україну, хоча через політичні перепони не всі книги доходили до адресата

## Політична роль і значення
Українсько-руська видавнича спілка мала не лише культурно-освітню, а й важливу суспільно-політичну місію. Її виникнення і діяльність тісно пов’язані з національним відродженням українців Галичини та формуванням модерної української нації. УРВС стала дієвим інструментом утвердження української мови і літератури в публічному просторі, протиставивши якісне національне книговидання польсько- та російськомовній продукції, що домінувала на ринку кінця XIX ст. Видаючи праці з історії, філософії, соціології українською, спілка сприяла поширенню сучасних ідей та знань серед українського загалу, тим самим підносила рівень національної самосвідомості. Діячі, пов’язані з УРВС (Грушевський, Франко, Гнатюк та ін.), одночасно були активними учасниками громадсько-політичного життя – вони засновували партії (напр. Національно-демократичну), провадили наукові товариства, редагували газети. Видавнича спілка виступала важливою надпартійною інституцією, що об’єднувала інтелектуалів різних поглядів навколо спільної справи – розвитку українського друкованого слова. Це зміцнювало національну єдність галицьких українців та їхній зв’язок з наддніпрянськими братами. Показовим є приклад із виданням Шекспіра: фінансова допомога з підросійської України (від К. Жученка) надійшла для львівського проєкту, незважаючи на кордони та імперські заборони. Така солідарність демонструвала політичну консолідацію українців різних регіонів задля спільної культурної мети. Зі свого боку, російська царська адміністрація вважала галицькі українські видання небажаними: на ввезення книжок УРВС у Наддніпрянщину фактично діяв заборонний режим цензури. В умовах панування Польщі (1920-ті рр.) діяльність спілки також підлягала обмеженням — українські видавництва зазнавали фінансового тиску, цензурних утисків та конкуренції з польськими фірмами. Після відновлення роботи 1922 року «Українська видавнича спілка» змушена була діяти в рамках польського законодавства, що суттєво обмежувало її потенціал. Попри це, сам факт існування УРВС у міжвоєнний період мав символічне значення – як спадкоємця довоєнних традицій і носія ідеї української культурної автономії. 

## Архівна спадщина
Документальна спадщина Українсько-руської видавничої спілки частково збереглася і нині є цінним джерелом для дослідників історії українського книговидання. Комплекс архівних матеріалів УРВС (кореспонденція з авторами, рукописи, протоколи засідань, фінансові звіти тощо за період 1909–1924 років) знаходиться в Центральному державному історичному архіві України у Львові, фонд № 530. Значна частина накладів книг спілки і сьогодні доступна у публічних збірках: більшість оригінальних видань УРВС зберігається в Інституті літератури ім. Т. Шевченка НАН України (Київ), де також міститься особиста бібліотека й архів Івана Франка. Примірники видань можна знайти у фондах Львівської національної наукової бібліотеки ім. В. Стефаника (зокрема, каталог видань УРВС) та інших великих бібліотек України. Деякі документи, пов’язані з діяльністю спілки (листи, спогади тощо), зберігаються у приватних колекціях і зарубіжних архівах української еміграції.